# Pia Dijkstra
Pietje Aafke (Pia) Dijkstra (Franeker, 9 december 1954) is een Nederlands politica namens D66 en voormalig nieuwslezer. Van februari tot juli 2024 was zij demissionair minister voor Medische Zorg in het Kabinet-Rutte IV, en van 2010 tot 2021 was zij lid van de Tweede Kamer. Eerder was zij actief als televisiemaker, journalist en televisiepresentatrice.

## Biografie
Na het gymnasium aan het Stedelijk Gymnasium Leeuwarden vertrok Dijkstra naar Amsterdam om theologie te studeren aan de UvA. Deze studie rondde zij niet af.

### Radio en televisie
In 1978 had Dijkstra een toevallige ontmoeting met IKON-medewerker Jan Stroes, wat voor haar het begin inluidde van een carrière in de omroepwereld. Ze trad bij de IKON in dienst als voorlichtster, radiomedewerkster, omroepster (incidenteel) en regisseur van kerkdiensten en werkte er zes jaar. In 1981 en 1982 presenteerde ze bij de NCRV-televisie het jongerenprogramma Vogelvrij.
In 1984 maakte ze de overstap naar Radio Nederland Wereldomroep waar ze als programmamaker en presentatrice aan de slag ging. Twee jaar later vertrok ze naar Hier en Nu van de NCRV en in 1988 werd ze een van de vaste gezichten van het NOS Journaal. Op 14 juli 2000 presenteerde ze voor de laatste keer het NOS 20.00 uur Journaal. In oktober van datzelfde jaar stapte ze over naar de AVRO. Ze presenteerde daar Hoe bevalt Nederland?, Tien lastige vragen, Studio 2 (een gezamenlijk programma van de omroepen die op Nederland 2 uitzonden), Vinger aan de pols en EenVandaag.

### Politiek
Dijkstra stond op de 13e plaats van de kandidatenlijst van D66 voor de Tweede Kamerverkiezingen van 2010 en zou daardoor geen Kamerlid zijn geworden (D66 haalde tien zetels), maar veroverde dankzij 15.705 voorkeurstemmen – elf stemmen boven de kiesdrempel – toch een Kamerzetel. In 2012 stond zij op de negende plaats van de kandidatenlijst en werd zij gekozen met 24.886 voorkeurstemmen. In 2017 stond zij op de vierde plaats van de kandidatenlijst en werd zij opnieuw gekozen, ditmaal met 120.557 voorkeurstemmen.
Dijkstra was woordvoerder Volksgezondheid en medisch-ethische onderwerpen. Ze redde onder meer een fonds dat de acceptatie van homoseksualiteit onder ouderen in verzorgingstehuizen stimuleert. Ook diende ze samen met Boris van der Ham een motie in om verplichte voorlichting over homoseksualiteit op alle scholen te geven. Op 8 april 2008 werd Dijkstra voorzitter van de Taskforce DeeltijdPlus, die in opdracht van werkgevers, werknemers en overheid vrouwen met deeltijdbanen gaat stimuleren meer uren te werken. Sinds december 2012 wordt deze motie uitgevoerd. Op 11 juni 2013 werd haar initiatiefwetsvoorstel met collega-Kamerlid Gerard Schouw van D66 om geen nieuwe 'gewetensbezwaarde trouwambtenaren' aan te nemen, aangenomen.
Op 22 september 2020 gaf zij publiekelijk aan zich niet kandidaat te stellen bij de eerstvolgende Tweede Kamerverkiezingen. Bij haar afscheid op 30 maart 2021 werd zij benoemd tot Ridder in de Orde van Oranje Nassau.
Per 2 februari 2024 was Dijkstra demissionair minister voor Medische Zorg, ter vervanging van Ernst Kuipers. Op 2 juli dat jaar trad het nieuwe kabinet-Schoof aan, waardoor zij stopte als minister.

#### Orgaandonatie en euthanasie
Dijkstra bepleitte als Kamerlid automatische donorregistratie (het 'geenbezwaarsysteem') en het toestaan van het kweken van menselijke embryo's voor wetenschappelijke doeleinden en met name voor medische experimenten. Op 13 september 2016 stemde de Tweede Kamer met de kleinst mogelijke meerderheid in met een plan van Dijkstra voor automatische registratie van orgaandonoren, tenzij men bezwaar aantekent. Bij de hoofdelijke stemming bleken 75 Kamerleden voor en 74 tegen de initiatiefwet.
Op 6 april 2019 reikte de Hoornvlies Patiënten Vereniging tijdens de 14e Nationale Hoornvliesdag de Hennie Völker-Dieben Award uit aan Dijkstra. Met het toekennen van deze Award sprak de Hoornvlies Patiënten Vereniging haar waardering uit voor mevrouw Dijkstra’s inspanningen om het aantal donoren van organen en weefsels te vergroten.

#### Waardig levenseinde
In 2019 kwam Dijkstra met het plan "Waardig Levenseinde", een plan om geregeld te krijgen dat hulp bij zelfdoding voor ouderen vanaf 75 jaar "onder voorwaarden" mogelijk zou worden. Senioren die uitzichtloos en ondraaglijk lijden, maar niet ernstig ziek zijn, zouden zich dan in de toekomst moeten kunnen melden bij een speciaal opgeleide hulpverlener: de levenseindebegeleider. Die moet in een periode van een paar maanden vaststellen of een oudere echt zelf voor euthanasie kiest.
In juli 2020 werd het voorstel voor advies aan de Raad van State voorgelegd. Die had veel op- en aanmerkingen en vond dat het voorstel niet klaar was om te worden ingediend. Het voorstel werd daarop aangepast en ingediend. Kamerlid Anne-Marijke Podt werd verantwoordelijk voor het voorstel nadat Dijkstra de Kamer had verlaten.

## Na de politiek
Pia Dijkstra is voorzitter van Stichting Nationaal Monument Oranjehotel.

## Persoonlijk
Dijkstra is getrouwd met Gerlach Cerfontaine, voormalig directeur van Schiphol. Het echtpaar heeft twee zonen. Daarvoor was zij getrouwd met de IKON-televisiemaker Barend de Ronde, met wie zij een zoon kreeg.